# Messerschmitt P.1111
Messerschmitt P.1111 – projekt niemieckiego lekkiego myśliwca przechwytującego. 

## Historia
W styczniu 1945 roku konstruktorzy z firmy Messerschmitt A. G. rozpoczęli pracę nad projektem oznaczonym P.1111. Był to bezogonowy średniopłat o konstrukcji mieszanej (drewno i metal). Skrzydła miały skos do tyłu pod kątem 45°. Kształtem przypominały układ delta. Na krawędzi natarcia znajdowały się automatyczne sloty. Wloty powietrza do silnika znajdywały się w pogrubionych profilach skrzydeł u ich nasady. Wewnątrz skrzydeł znajdowały się trzy niezabezpieczone zbiorniki paliwa o pojemności 1500 litrów. Samolot nie miał usterzenia poziomego. Wyposażony był w kabinę ciśnieniową i wyrzucany fotel pilota. Zastosowano podwozie trójkołowe z kołem przednim chowanym w kadłubie. 
Na uzbrojenie samolotu miały się składać cztery działka MK 108 kalibru 30 mm z zapasem amunicji po 100 naboi na lufę. Dwa działka umieszczone były w nosie samolotu oraz po jednym w skrzydłach. Po wojnie brytyjska firma de Havilland wykorzystała niektóre rozwiązania zastosowane w Me P.1111 w samolotach D.H.108 oraz w D.H.106 Comet i D.H.110 Sea Vixen.